# 丰顺站
丰顺站，位于中华人民共和国广东省梅州市丰顺县汤坑镇，是广梅汕铁路上的火车站，建于1995年，由广州铁路集团管辖。

## 歷史
- 建于1995年。

## 外部連結
- 中国铁路客户服务中心（页面存档备份，存于）